# 虞胤 (明朝)
虞胤（?—?），明朝末年陕西韩城人。
1648年（顺治五年），姜瓖反清，山西西南蒲州到黄河西岸属陕西的韩城一带有虞胤等闻风响应。降清任青州道参与镇压赵应元起义的韩昭宣，跑回山西和虞胤等人组织抗清。山西人李企晟在韩城一带与虞胤、韩昭宣反清。虞胤、韩昭宣推举明太祖之子韩宪王朱松的九世孙朱璟溧为“韩王”，作为复明运动的号召。虞胤自称六省军门，和他任命的总督韩昭宣、总兵封汝宦等攻克蒲州及蒲属临晋等县，用永曆年号，自称二十八万。1649年（顺治六年）九月廿二日，陕西清军攻克运城，义军元帅韩昭宣阵亡，战死官兵一万余人。虞胤乘乱从运城地区突围，率领残部进入华山，自称陕西总统。1650年（顺治七年，永历四年）虞胤亲赴贵州安龙朝见永历帝。1656年（永历十年）五月初一日，永历帝由李定国扈卫到昆明不久，批准了韩王朱璟溧的请求，加封虞胤为莱国公，仍以文渊阁大学士兼兵部尚书总督军务的官衔深入敌后，联络山西、陕西清统治区内的复明势力进行斗争。